# Saint-Paterne
Saint-Paterne era un comune francese di 1 838 abitanti situato nel dipartimento della Sarthe nella regione dei Paesi della Loira.
Dal 1º gennaio 2017 è confluito nel comune di Saint-Paterne - Le Chevain.

## Società

### Evoluzione demografica
Abitanti censiti